# 金平路駅
座標: 北緯31度0分47秒 東経121度24分19秒 / 北緯31.01306度 東経121.40528度
金平路駅（きんぺいろえき）は中華人民共和国上海市閔行区に位置する上海地下鉄5号線の駅である。

## 駅構造
対面式ホーム2面2線を有する高架駅。

## 歴史
- 2003年11月25日 - 開業。

## 隣の駅
上海軌道交通
■5号線
東川路駅 - 金平路駅 - 華寧路駅